# Garbno (Korsze)
Garbno (deutsch Lamgarben) ist ein Dorf in Polen in der Woiwodschaft Ermland-Masuren in der Stadt- und Landgemeinde Korsze (Korschen).

## Geographische Lage
Die Stadt Korsze liegt etwa zehn Kilometer nordwestlich des Dorfes. Etwa 22 Kilometer nördlich verläuft die polnische Staatsgrenze zur russischen Oblast Kaliningrad (Königsberger Gebiet). Das gleichnamige, aber kleinere Dorf Garbno (Laggarben) in der Gemeinde Barciany (Barten) liegt etwa 20 Kilometer nördlich. Bis zur Kreisstadt Kętrzyn (Rastenburg) sind es acht Kilometer in südöstlicher Richtung.

## Geschichte

### Ortsgeschichte
Die erste feste Siedlung an der Stelle des einstigen Lamgarben wurde 1328 errichtet. Damals befand sich hier ein Wildhaus des Deutschen Ordens. Neben dieser Wehranlage lag eine Siedlung, die 1339 als „Laumygarbis“ und 1419 als Lamegarben erwähnt wurde. 1422 gab es bereits eine Kirche, vier Krüge, eine Mühle und zehn Bauerngehöfte in der Ortschaft. Nach 1528 gehörten zur Pfarrei Lamgarben die Ortschaften Schönfließ  (heute polnisch Kraskowo) und Tolksdorf (Tołkiny).
Im 16. Jahrhundert gehörte die Siedlung dem Herzog Albrecht I. von Brandenburg-Ansbach, der sie an Michael von Egloffstein verlieh. Danach wurden die von der Groeben Besitzer des Orts.

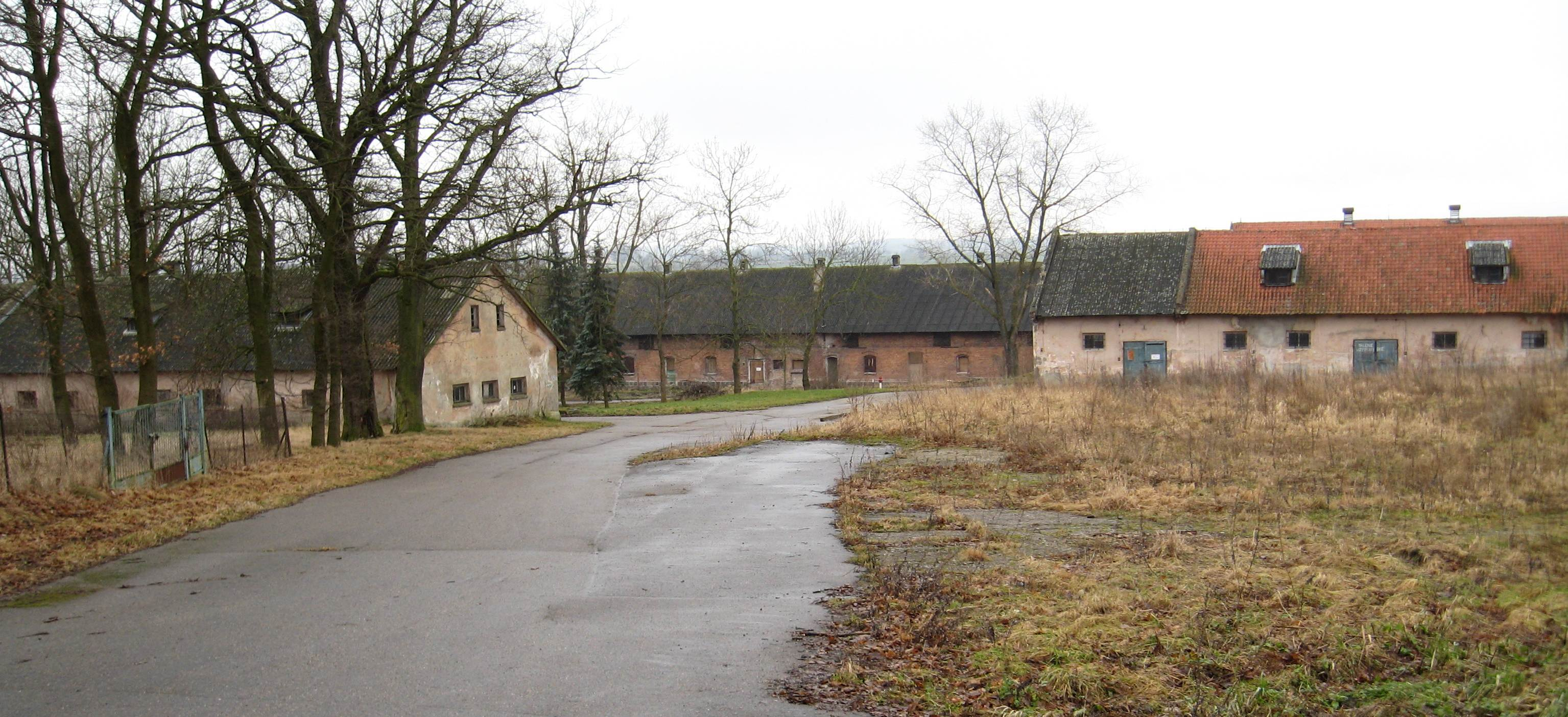
Landwirtschaftliche Anwesen in Garbno

Eine neue Kirche wurde zwischen 1728 und 1732 errichtet, die bei einem Sturm am 17. Januar 1818 schwer beschädigt wurde. Dabei stürzte der Kirchturm ein und das Dach wurde beschädigt. 1824 wurde das Gebäude erneuert.
Am 30. April 1874 wurde Lamgarben Amtsdorf und damit namensgebend für einen neu errichteten Amtsbezirk, der bis 1945 bestand und zum Kreis Rastenburg im Regierungsbezirk Königsberg in der preußischen Provinz Ostpreußen gehörte.

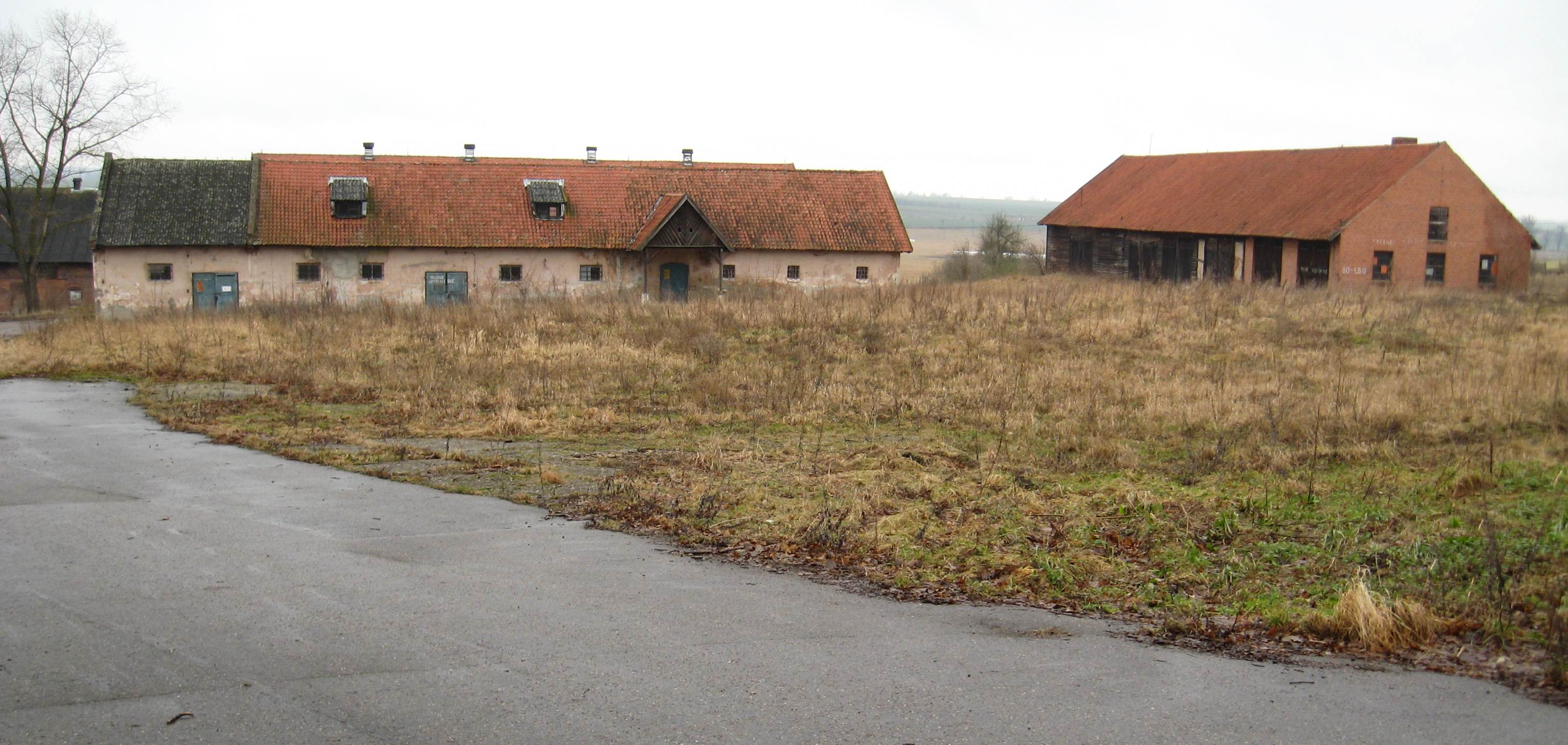
Landwirtschaftliche Gebäude in Garbno

1880 ging Lamgarben in das Eigentum der Familie Boehm über, als Otto Boehm es als Hochzeitsgeschenk bei der Hochzeit mit Elisabet erhielt. Ab 1911 war die Familie Schulze Eigentümer, die Familie Boehm hatte den Ort verlassen. Die Schulzes betrieben dort vor allem Pferdezucht und Schweinemast.
Nach dem Zweiten Weltkrieg wurde das auf Polnisch „Garbno“ genannte Dorf ein Teil Polens und 1954 kurzzeitig Sitz einer Gromada. Am 1. Oktober 1961 wurde in Garbno das erste landwirtschaftliche Kombinat der Woiwodschaft Olsztyn gegründet, eines der ersten des sozialistischen Landes. Heute ist es eine Ortschaft innerhalb der Stadt- und Landgemeinde Korsze (Korschen) im Powiat Kętrzyński (Kreis Rastenburg), bis 1998 der Woiwodschaft Olsztyn, seither der Woiwodschaft Ermland-Masuren zugehörig.

### Ortsname
Der ursprüngliche prussische Name von 1339, Laumygarbis, setzt sich zwei Wörtern zusammen. Das Wort garbis bedeutet Hügel, lauma ‚Wahrsagerin, Hexe‘ Der Name bedeutet daher Hexenhügel.

### Einwohnerzahlen
1817 gab es in Lamgarben 17 Wohngebäude, in denen 196 Menschen wohnten. Am 8. Oktober 2004 lebten 380 Frauen und 361 Männer hier.
| Jahr          | 1817 | 1939 | 1970 | 1996 | 2000 |
| Einwohnerzahl | 196  | 652  | 459  | 813  | 765  |

### Amtsbezirk Lamgarben (1874–1945)
Der Amtsbezirk Lamgarben bestand bei seiner Bildung 1874 aus neun Orten, am Ende waren es aufgrund struktureller Veränderungen noch vier:
| Name                 | Polnischer Name | Bemerkungen                                      |
| -------------------- | --------------- | ------------------------------------------------ |
| Borschenen           | Borszyny        |                                                  |
| Dublienen            | Dubliny         | 1928 in die Landgemeinde Lamgarben eingegliedert |
| Godocken             | Gudziki         |                                                  |
| Lamgarben            | Garbno          |                                                  |
| Mickelnick (Adlig ~) | Stary Mikielnik | 1928 nach Bannaskeim eingemeindet                |
| Plötnick             | Płutniki        | 1901 in den Amtsbezirk Tolksdorf umgegliedert    |
| Podlacken            | Podławki        |                                                  |
| Scharfenort          | Ostry Róg       | 1928 nach Podlacken eingemeindet                 |
| Warnikeim            | Warnikajmy      | 1928 nach Seeligenfeld eingemeindet              |

Am 1. Januar 1945 bestand der Amtsbezirk Lamgarben noch aus den Gemeinden Borschenen, Godocken, Lamgarben und Podlacken.

## Kultur und Sehenswürdigkeiten

### Ordensburg Lamgarben
Vor über 100 Jahren wurden auf einer Anhöhe bei Lamgarben, die allgemein als Schanze bezeichnet wurde, Fundamentreste einer Wehranlage, die nach Abmessung und Grundriss zu einem „Wildhaus“ (Holzburg) des Ordens gehört haben mussten, gefunden. Es wurde herausgefunden, dass die Burg 1328 errichtet und um 1400 ähnlich groß ausgebaut wurde wie Burg Bäslack. 1437 wurde sie als Kammeramt erwähnt und vermutlich im Städtekrieg (1454–1466) vollkommen zerstört (laut einer anderen Quelle auf derselben Internetseite: „Nach der Besetzung dieser Gebiete durch den Deutschen Orden wurde hier im Jahr 1328 ein Wildhaus gebaut, das um das Jahr 1350 in ein gemauertes befestigtes Schloss umgebaut wurde, das während des 13 jährigen Krieges, in den Jahren 1454–1466, zerstört wurde.“)
Sie stellte ein Zwischenglied der Burgen von Leunenburg bis Rastenburg dar, das half, die damals bis hierher reichende Wildnis zu kolonisieren und militärisch zu sichern. Als nach erfolgreichem Abschluss dieser Maßnahmen weiter östlich eine neue Burgenkette von Angerburg bis Johannisburg mit demselben Ziel aufgebaut wurde, verlor das Wildhaus in Lamgarben an Bedeutung und geriet sogar in Vergessenheit.
Wahrscheinlich nach dem 13-jährigen Krieg wurden die Güter in ein Landgut zusammengelegt. Am 24. Februar 1521 übertrug der Hochmeister des Deutschen Ordens, Albrecht von Hohenzollern, wegen Schulden nach dem Magdeburger Recht mit der Pflicht des Ritterdienstes 14 Hufen in Lamgarben dem Ritter Hieronim von Egloffstein. Die Güter blieben im Besitz dieser Familie bis 1832.
Das Schloss/Gutshaus im Ort soll auf älteren Fundamenten eines Vorgängerbaues errichtet worden sein.

### Gutshaus
Sehenswert ist das Gutshaus aus dem 19. Jahrhundert. Am Haus befindet sich seit 1998 eine Gedenktafel mit einer zweisprachigen Inschrift. In Deutsch steht dort: „Hier lebte und wirkte in den Jahren 1880–1911 die Begründerin der Landfrauenbewegung Elisabet Boehm, geb. Steppuhn. Vor 100 Jahren reifte hier eine Idee, die heute Landfrauen auf der ganzen Welt verbindet. Garbno (Lamgarben) – 1998“.

## Kirche

### Kirchengebäude

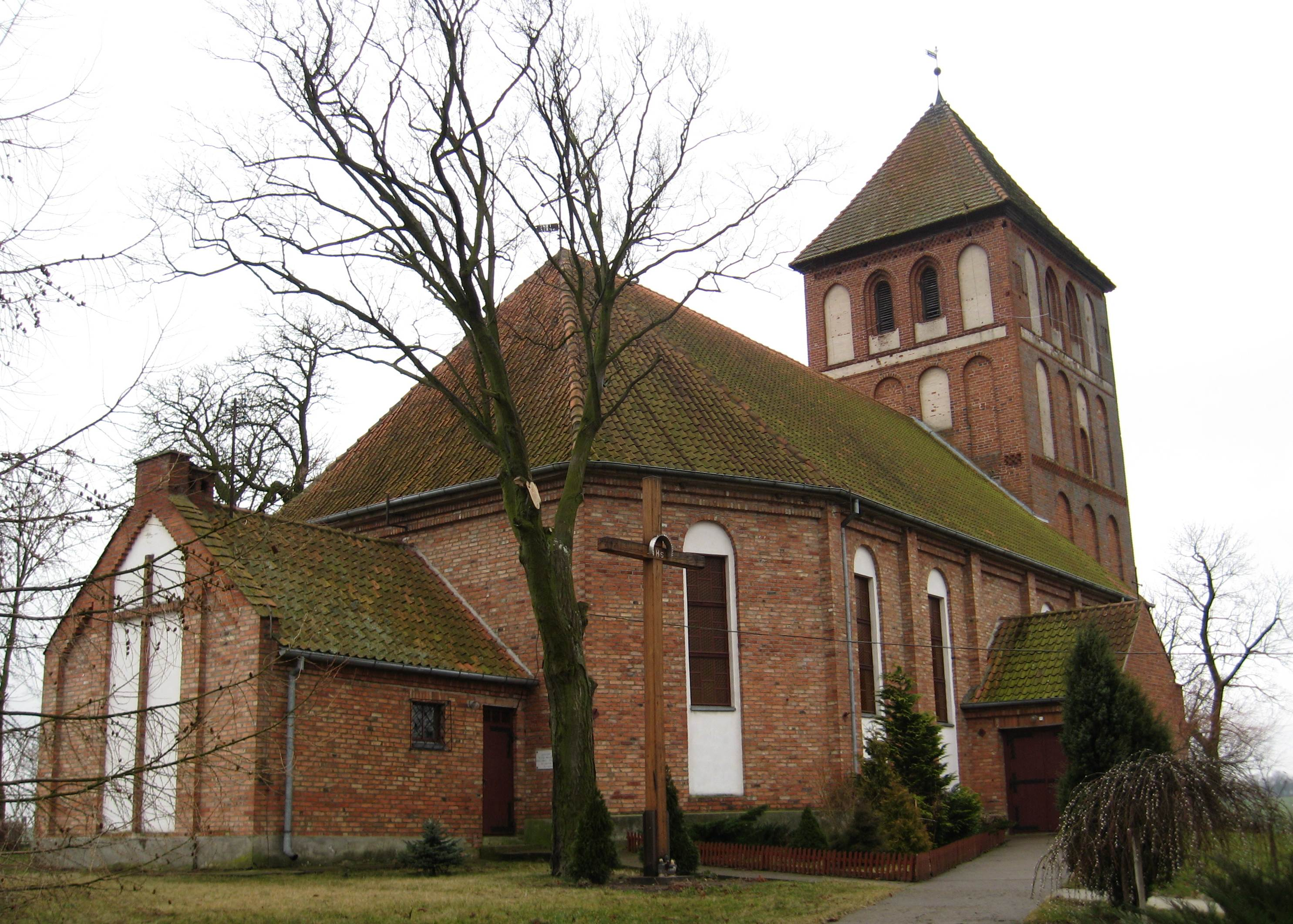
Die Kirche in Garbno

Die Kirche wurde ursprünglich im 14. Jahrhundert errichtet und 1728 sowie 1732 neu gebaut. Im Zweiten Weltkrieg wurde sie zerstört und danach wieder aufgebaut. Der Kirchturm und das Weihwasserbecken stammen noch aus dem 15. Jahrhundert.

### Kirchengemeinde

#### Evangelisch
Bereits in vorreformatorischer Zeit war Lamgarben ein Kirchdorf. Mit der Reformation wurde sie evangelisch. Das Kirchspiel Lamgarben zählte bis zu 20 Dörfer und Orte, in denen 1925 insgesamt 1850 Gemeindeglieder lebten. Bis 1945 gehörte die Kirche Lamgarben zur Kirchenprovinz Ostpreußen der Kirche der Altpreußischen Union. Flucht und Vertreibung Deutscher aus Mittel- und Osteuropa 1945–1950 setzten der evangelischen Gemeinde im nun Garbno genannten Ort ein Ende. Hier heute lebende evangelische Einwohner richten sich zur Johanneskirche in Kętrzyn in der Diözese Masuren der Evangelisch-Augsburgischen Kirche in Polen aus.

#### Katholisch
Nur wenige Katholiken lebten vor 1945 in Lamgarben. Sie waren bis 1945 in die Pfarrei Rastenburg im Bistum Ermland eingegliedert. Die Neuansiedlung von polnischen Neubürgern nach 1945 ließ die Zahl der katholischen Einwohner in Garbno erstarken, und es bildete sich hier eine selbständige Pfarrei, die dem jetzigen Erzbistum Ermland untersteht. Zur Pfarrei, die der „Mutter Gottes, der Königin von Polen“ gewidmet ist, gehört auch die Filialkirche in Tołkiny (Tolksdorf) sowie die Betreuung des Gefängnisses in Dubliny (Dublienen).

## Wirtschaft und Infrastruktur

### Straßen
Durch Garbno führt die Woiwodschaftsstraße 592, die ehemalige deutsche Reichsstraße 135. Diese beginnt im etwa 35 Kilometer entfernten Giżycko (Lötzen) und endet im etwa ebensoweit von Garbno entfernten Bartoszyce (Bartenstein). Die Straße kreuzt die Woiwodschaftsstraße 590, die unter anderem Reszel (Rößel) und Korsze miteinander verbindet.

### Schienen
Über eine Anbindung an den Bahnverkehr verfügt Garbno nicht.

### Luft
Der nächste internationale Flughafen auf polnischem Staatsgebiet ist der Lech-Wałęsa-Flughafen Danzig in etwa 200 Kilometern Entfernung. Der geographisch näher gelegene Flughafen ist der Flughafen Kaliningrad etwa 80 Kilometer nördlich. Dieser befindet sich aber in der russischen Oblast Kaliningrad außerhalb der Europäischen Union und ist nur sehr eingeschränkt nutzbar.

## Persönlichkeiten des Ortes

### Aus dem Ort gebürtig
- Albrecht Dietrich Gottfried von und zum Egloffstein (* 6. Mai 1720 in Lamgarben), königlich-preußischer Generalleutnant († 1791)
- Gustav von Buddenbrock (* 10. März 1810 in Lamgarben), preußischer General der Infanterie († 1895)

### Mit dem Ort verbunden
- Elisabet Boehm (geborene Steppuhn, 1859–1943), Begründerin der Landfrauenbewegung, wirkte von 1880 bis 1911 in Lamgarben
- Herbert Braun (1903–1991), deutscher evangelischer Theologe und Professor für Neues Testament, war von 1931 bis 1940 Pfarrer an der Kirche Lamgarben